# Nomada sophiarum
Nomada sophiarum är en biart som beskrevs av Cockerell 1903. Nomada sophiarum ingår i släktet gökbin, och familjen långtungebin. Inga underarter finns listade i Catalogue of Life.